# 招顯洸
招顯洸，OBE，JP（1928年5月23日—2024年6月30日），香港醫生及政治人物。

## 背景
招顯洸在1941年至1944年間就讀桂林培正培道聯合中學，1945年至1947年間轉讀廣東嶺南中學，後來來到香港英皇書院就學，繼而於1953年取得香港大學醫學士學位。他在1984年成為香港家庭醫學學院院士。
他在1985年至1988年任立法局議員（醫學界功能界別），1986年至1988年任行政局議員。1987年獲委任為太平紳士。1988年獲頒授英帝國官佐勳章。
招顯洸曾任香港浸信會醫院主席，該院的心臟中心亦以他命名。他亦曾任香港浸會學院校董會成員及香港浸會大學校董會暨諮議會成員。他亦曾任嶺南大學校董會主席。